# Dendrophorbium tipocochense
Dendrophorbium tipocochense là một loài thực vật có hoa trong họ Cúc. Loài này được (Domke) B.Nord. mô tả khoa học đầu tiên năm 1996.